# Condado de Proszowice
Condado de Proszowice (polaco: powiat proszowicki) é um powiat (condado) da Polónia, na voivodia de Pequena Polónia. A sede do condado é a cidade de Proszowice. Estende-se por uma área de 414,57 km², com 43 561 habitantes, segundo os censos de 2005, com uma densidade 105,08 hab/km².

## Divisões admistrativas
O condado possui:
Comunas urbana-rurais: Proszowice
Comunas rurais: Koniusza, Koszyce, Nowe Brzesko, Pałecznica, Radziemice
Cidades: Proszowice
Condados vizinhos:  Cracóvia, Miechów,  Wieliczka, Bochnia, Brzesko, Tarnów e Kazimierza (Voivodia de Santa Cruz).

## Demografia
População (dados de 30 de Junho de 2005):
|          | Total   | Total | Mulheres | Mulheres | Homens  | Homens |
| -------- | ------- | ----- | -------- | -------- | ------- | ------ |
|          | pessoas | %     | pessoas  | %        | pessoas | %      |
| Total    | 43 561  | 100   | 22 098   | 50,7     | 21 463  | 49,3   |
| Cidades  | 6187    | 100   | 3263     | 52,7     | 2924    | 47,3   |
| Povoados | 37 374  | 100   | 18 835   | 50,4     | 18 539  | 49,6   |